# Extrém metal
Az extrém metal (vagy angol kifejezéssel extreme metal) a heavy metalhoz kapcsolódó gyűjtőfogalom, melybe az 1980-as évek óta kifejlődő, extrém stílusú alműfajok csoportosíthatók. Az extrém jelző leggyakrabban a játszott zenére, a dalszövegekre, a színpadi megjelenésre és viselkedésre mondható. Az extrém metal együttesek zenéje szokás szerint gyorsabb és agresszívabb, dalszövege durva és sötét, színpadi megjelenése a viselkedése gyakran keltett botrányokat.

## Jellemzői
Az extrém metal zenekarok soha vagy nagyon ritkán alkalmaznak dallamos részeket, a zenére a nyersebb, agresszívabb, keményebb hangzás jellemző.
Egyik nyilvánvaló jellemzője az ének, amire az előadók speciális hangzást adnak. A death metal és a doom metal énekstílusára a torokhangú halálhörgés, míg a black metaléra a magas károgás jellemző. Ritkán zenekari kórust is alkalmaznak.
Az extrém metal tempója szokatlan, mivel a sebesség széles skáláját alkalmazzák a gyors, energetikus black- és death metaltól a szokatlanul lassú doom metalig. A gyors tempóban gyakoriak a dobos által alkalmazott blast beatek, a gitáron és basszusgitáron végzett tremolo pengetés. Ezeket a technikákat az extrém metal nem mindegyik képviselője alkalmazza, de nagyon ismertek.

## Műfajai

### Fő műfajai
- black metal
- death metal
- doom metal
- thrash metal

### Fő műfajok alműfajai
A black metal alműfajai
- szimfonikus black metal
- viking metal
- pagan metal
- war metal

A death metal alműfajai
- melodikus death metal
- technical death metal

A doom metal alműfajai
- Drone metal
- Funeral doom
- Stoner metal
- Epic doom

### Extrém metal műfajok fúziói
- Black/doom[1][2]
- Blackened death metal
- Death/doom

### Extrém metal és hardcore punk vagy punk rock műfajok fúziói
- Crossover thrash
- Crust punk
- Grindcore
  - Deathgrind
  - Goregrind
  - Pornogrind[3][4]
- Metalcore
  - Deathcore
  - Mathcore
  - Melodic metalcore[5]
- Sludge metal[6]

## Fordítás
Ez a szócikk részben vagy egészben az Extreme metal című angol Wikipédia-szócikk ezen változatának fordításán alapul.  Az eredeti cikk szerkesztőit annak laptörténete sorolja fel. Ez a jelzés csupán a megfogalmazás eredetét és a szerzői jogokat jelzi, nem szolgál a cikkben szereplő információk forrásmegjelöléseként.